# 바순
바순(영어: bassoon, 프랑스어: basson 바송[*]), 또는 파곳(독일어: fagott 파고트[*], 이탈리아어: fagotto 파고토[*])은 리드가 두 개인 목관 악기로, 목관 악기 중에서 가장 낮은 음을 낸다. 과거에는 독주 악기보다는 통주저음의 일부를 담당하는 반주 악기의 역할을 했지만, 비발디 대에 이르러 애수어린 음색을 띠게 되고, 개인기를 풍부하게 살릴 수 있는 악기로 바뀌었다.
바순은 10세기 경에 이미 고대 그리스나 이집트 인들이 사용했다. 16세기 중반에 현재 사용하는 것과 비슷한 모습을 갖추었고 두 개의 목관을 S자형으로 연결하였다.
현재는 독일 헤켈식 바순이 가장 일반적으로 사용된다. 바순의 악기 재료로, 두 개의 관은 단풍나무나 장미, 이집트 또는 소아시아산의 무화과나무 등이 쓰이며 크룩은 놋쇠에 은도금을 입힌 것이 많다. 바순은 음정이 고르지 않은데, 이는 악기 자체가 지닌 제약점으로, 연주자가 극복하는 수밖에 없다.
악기는 4등분으로 되어 있어 취급하기 매우 편리하게 되어 있다. 관의 목체는 취구관(吹口管, crook) 또는 S자관, 짧은 동부관(短胴部管, tenor joint), 족부관(足部管, double joint), 긴 동부관(長胴部管, bass joint), 선단관(先端管, bell joint)의 5개 부분으로 되어 있고, 그 전길이는 대략 3m가 되나 족관의 부분에서 구부러져서 약 1.4m로 되었다. 2장 1조의 리드는 그 이름과 같이 굽은 S자관의 끝에 붙어 있다. 재질은 S자관과 족부관의 굴절부만이 금속이고 그 밖은 목제이다. 관에는 6개의 기본구멍과 20개 전후의 키가 있으나, 그 구조는 특수한 바순 특유의 음색과 밀접한 관계가 있으므로 다른 목관 악기와 같이 뵘식 기구를 채용하지는 못한다. 현재 쓰이고 있는 것 중에는 프랑스형과 독일형이 있고 키를 다루는 법이 약간 다르다.
바순도 오보에처럼 연주자가 직접 리드를 만들어 쓴다. 갈대를 깎아서 물에 불리고 말려서 다듬어 일주일 정도 정성을 쏟아 리드가 완성되어도 연주자 개인에게 꼭 맞는 리드를 만들기는 힘들다.
오케스트라에서 이 악기의 주 목적은 다른 악기의 음향을 강화시켜 목관군의 저음을 조화롭게 만드는 데 있지만, 선율 악기의 역할도 훌륭히 소화해 낸다. 클라리넷과 합주할 때는 박력과 색채를 더해 준다. 그러나 본래 바순은 음량이 크지 못하고 음색이 다른 악기에 쉽게 흡수되는 경향이 있으므로 여러 악기와 합주할 때는 다른 악기에 대하여 어디까지나 보조 기능을 수행한다는 점을 기억해야 한다.